# دهدیوان
دهدیوان، روستایی در بخش فامنین استان همدان در ۸۰ کیلومتری جاده همدان به ساوه.

## جمعیت
جمعیت این روستا بنا به گفته اهالی سالمند روستا  ۳۰ خانواراست.بنا به گفته اهالی باقی‌مانده در روستا و افراد مهاجرت کننده به شهر، علت اصلی کاهش جمعیت روستاها نبود آب کشاورزی دائمی و نبود کشتزار کافی برای کشاورزان می‌باشد.

## اشتغال
کار اصلی مردم این روستا کشاورزی و دامداری به شیوه سنتی می‌باشد .
کشت عمده آن گندم و جو دیمی و آبی می‌باشد .چون این روستا در حاشیه رودخانه قره چای واقع است آب کشاورزی آن از رودخانه مذکور تأمین می‌گردد.
دارای یک رشته قنات است که برای مصرف آب شرب مردم و مازاد آن برای کشاورزی استفاده می‌شود.
البته از دیر باز برای شخم زدن زمین و درو و آبیاری از ماشین آلات کشاورزی (تراکتور و کمباین موتور پمپهای دیزل ) در حد مطلوب بهره برداری می نمایند. ولی برای برداشت علوفه (یونجه) در فضای کوچک از ابزارآلات دستی و مکانیکی استفاده می نمایند.

## جغرافیا
از شمال به روستاهای آجرلو و میدان تیر نیروی هوایی پایگاه شکاری شهید نوژه 
از جنوب به روستاهای عمرآباد و چاه بهار
از شرق به روستای صادق لو
از غرب به روستای زرق مشرف می‌باشد

## دیرینگی
این روستا تاکنون در طول تاریخ چندین بار از سکنه خالی و پر شده‌است.
در این روستا یکی از تپه‌های باستانی سازمان برید در میان یونجه زارها در جنوب روستا خود نمایی می‌کند.
نخستین پل سنگی روی رودخانه قره چای در سال ۱۳۴۵هجری شمسی برای ارتباط روستاهای دهدیوان وعمرآباد بنا گردید.  
بنای یک قلعه قدیمی در جنوب شرقی روستا خود نمایی می‌کند که به تازگی به ثبت آثار ملی رسیده است و توسط خانهای زمان گذشته که مالک روستا بوده‌اند بنا گردیده است و هم‌اکنون یکی از اهالی روستا در آن ساکن می‌باشد .

## زبان
گویش اصلی مردم روستا ترکی آذری است.در گذشته به این روستا مهاجران روستاهای منطقه فراهان استان مرکزی مخصوصا روستای تلخاب آمده اند ودراین روستا ساکن شده اند وزبانشان ترکی آذری شده است.
رده؛ روستاهای استان همدان